# Grecia en los Juegos Olímpicos de Sochi 2014
Grecia estuvo representada en los Juegos Olímpicos de Sochi 2014 por un total de 7 deportistas que compitieron en 5 deportes. Responsable del equipo olímpico fue el Comité Olímpico Helénico, así como las federaciones deportivas nacionales de cada deporte con participación.
La portadora de la bandera en la ceremonia de apertura fue la esquiadora de fondo Panayota Tsakiri. El equipo olímpico griego no obtuvo ninguna medalla en estos Juegos.